# Les Haberges
Les Haberges est un quartier de la ville de Vesoul, principalement aménagé au cours des années 2000 et 2010.
Au Moyen-Âge, les Haberges étaient un hameau situé à proximité du bourg de Vesoul qui fut par la suite intégré à la ville. Alors que la zone n'a compté pendant plusieurs siècles que quelques fermes et habitations, le terrain est classé au début des années 2000 en zone d'aménagement concerté sur plus de 40 hectares en vue de l'urbaniser pour faire face à l'extension et au développement de Vesoul.
Aujourd'hui, le quartier est essentiellement dédié aux établissements hospitaliers et organismes médicaux ainsi qu'aux entreprises du secteur tertiaire (commerces, restaurants, hôtels...).

## Géographie
Le quartier des Haberges est situé dans l'ouest de Vesoul, dans le département de la Haute-Saône. Partiellement localisé sur la colline de la Motte, il est encerclé par la rocade de contournement de Vesoul et se trouve au sud de la zone d'activités et l'Espace de la Motte. La rivière du Durgeon se trouve à proximité du quartier à l'ouest. L'altitude moyenne est de 230 mètres.
Administrativement, la zone est comprise dans le canton de Vesoul-1.
Le site est desservi par le réseau de transports en commun Moova : lignes   2   4   D1 .

## Histoire des Haberges
Le nom Haberges signifie maison, habitation rustique.
Au Moyen Âge, Les Haberges (ou Aberges) est le nom des écuries appartenant au château Castrum Vesulium, situés sur la colline de la Motte. Une tour des remparts du château était nommée Tour des Haberges et correspondait avec les écuries à l'aide d'une poterne. Rapidement quelques maisons (le terrain compte entre 20 et 25 maisons au XVe siècle) sont construites et petit à petit les Haberges est devenu un hameau indépendant du château,,.Au XIVe siècle, le territoire du hameau des Haberges appartient au prieuré Saint-Nicolas de Marteroy, situé à Vesoul.

À propos des Haberges, l'historien franc-comtois Louis Gollut écrit : 

« Le Château de Vesoul, quoique très fort, ne pouvait contenir du gros bétail dans son pourpris ; bien est vrai, un peu plus bas, sur la descente, il y avait des écuries que l'on appelle les Haberges. »

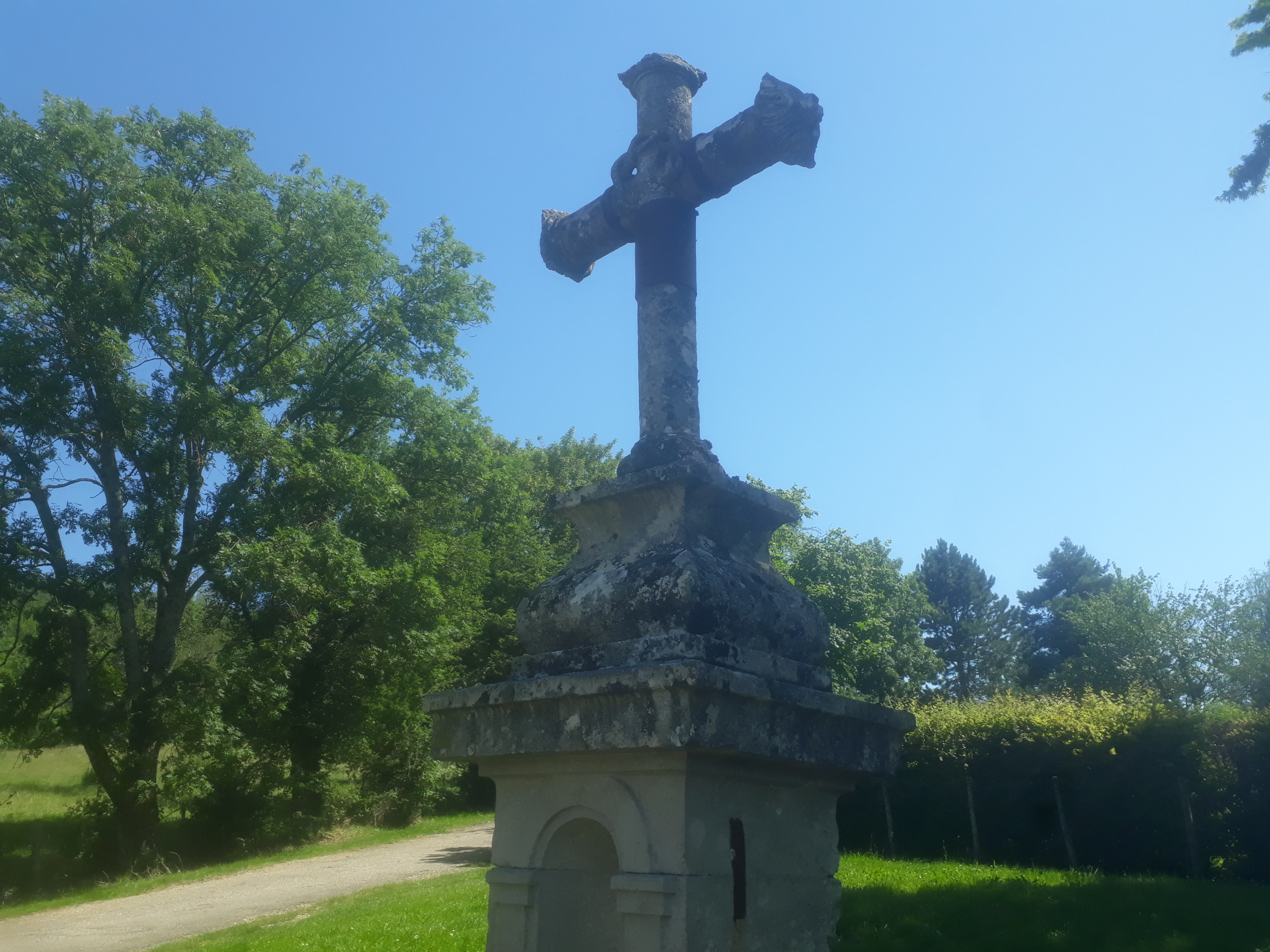
Croix des Haberges (1635).

En 1479, la cité vésulienne est assiégée ; le château est partiellement démoli et le bourg considérablement affaibli. La vingtaine d'habitations que totalisaient les Haberges est détruite et une seule subsiste après le passage des troupes. En février 1595, les fermes des Haberges et le château Castrum Vesulium subissent un nouveau siège et sont détruits par une armée de 4 000 à 5 000 hommes, à la suite de l'invasion de la Franche-Comté.
En 1623, le roi Philippe IV d'Espagne, permit à François Cordier d'édifier une grange à l'emplacement des anciennes fermes. Ce bâtiment comportait entre autres trois fenêtres et une porte du XVIIe siècle, deux colonnes entourant la croix de Saint-André, une plaque de cheminée de 1690 et un écu à couronne comtale. En 1635, François Cordier et Guillemette Faivre érigent une haute croix de pierre, qui est toujours présente. Au XVIIIe siècle, l'homme politique Robespierre passa une nuit dormir aux Haberges, lors de son passage dans le département.

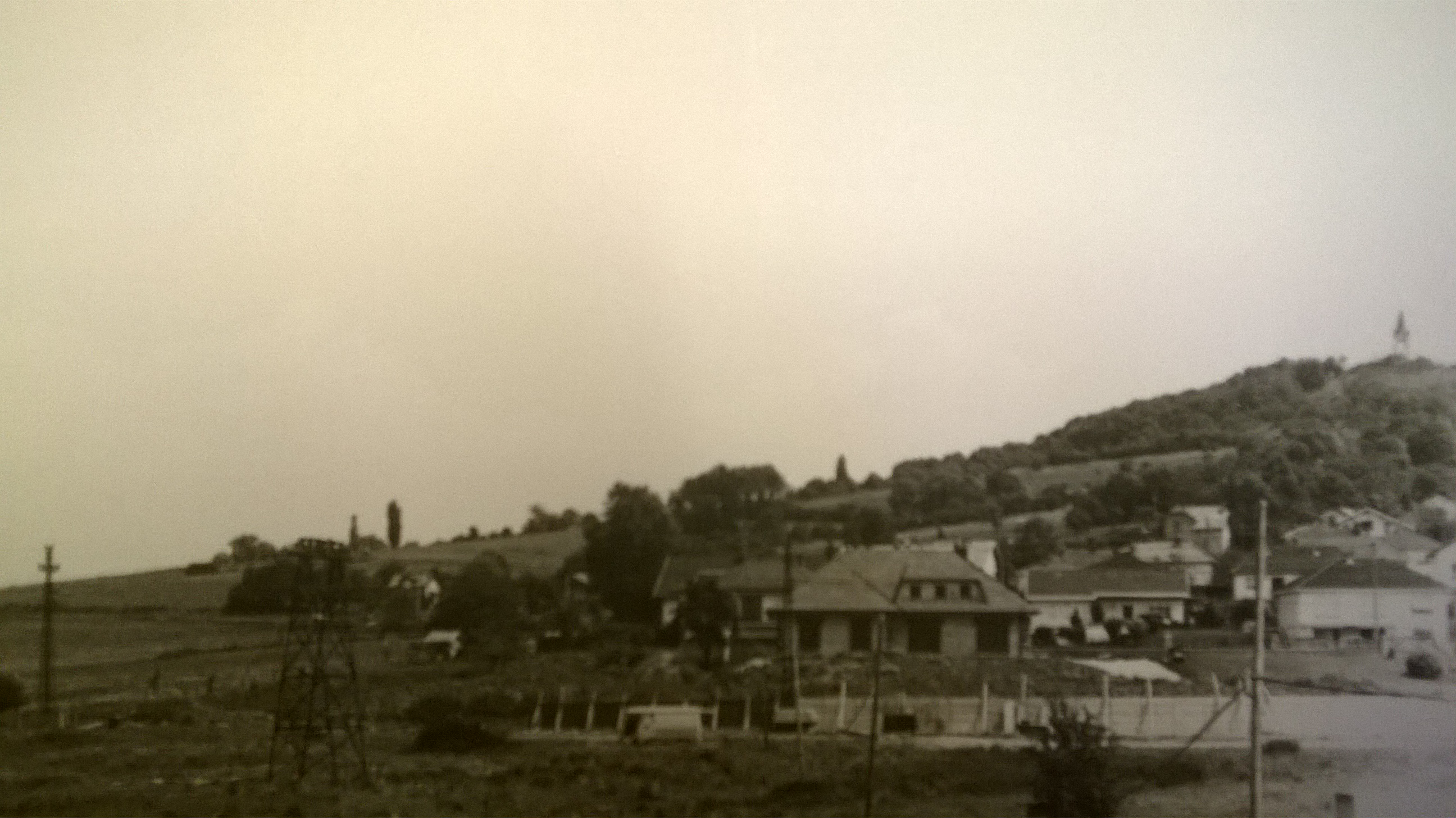
Photographie de la zone avant son aménagement.

Dans les années 1830, un boulet de 375 grammes et un poids de cuivre portant les armoiries de la France ont été découverts dans le hameau des Haberges par le conseiller de préfecture M. Galmiche. Ces objets de guerre proviennent de l'ancien château de Vesoul.
En 1981, le secteur, qui comptait alors seulement quelques fermes et maisons isolées, accueille le premier établissement dédié aux services : la clinique Saint-Martin, centre de soins privé qui était auparavant localisé au centre-ville.
En 2005, le cinéma Majestic, qui marque le début de l'urbanisation de la zone d'activités des Haberges, est construit. Par la suite, de multiples services de restauration ont été bâtis sur les terrains contigus au cinéma.
Aujourd'hui, les Haberges est une zone d'activité comprenant de nombreuses entreprises, participant activement à la vie économique de Vesoul.

## Équipements et urbanisation
Le quartier se compose de trois secteurs distinctifs : le pôle santé (secteur bleu), la zone d'activités (secteur rouge) et la zone résidentielle (secteur noir).

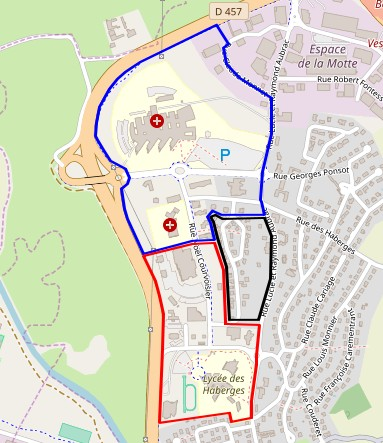
Carte des trois secteurs des Haberges.

### Pôle santé

Carte détaillé des services liés à la santé, dans le quartier des Haberges (Vesoul ouest).

Le pôle santé des Haberges, exclusivement consacré aux centres de soins, aux praticiens et aux professionnels de la santé, a été principalement aménagé au cours des années 2000 et 2010. L'établissement le plus important du secteur est le centre hospitalier de Vesoul, principale structure hospitalière du Groupe hospitalier de la Haute-Saône. Inauguré le 18 septembre 2009 en remplacement de l'hôpital Paul-Morel, l'hôpital nécessita 78 000 000 d'euros pour sa construction. D'une surface foncière de 50 000 m2 et d'une capacité de plus de 400 lits, c'est le premier hôpital de France chauffé totalement au bois.
La clinique Saint-Martin est également située dans le quartier. Fondée en 1957 et implantée aux Haberges depuis 1981, cet établissement chirurgical possède 60 lits et emploie 90 personnes. Il est fréquenté annuellement par plus de 8 000 patients.
Le Centre hospitalier spécialisé de Saint-Rémy et Nord Franche-Comté possède une antenne dans la zone.
À ces équipements s'ajoutent deux antennes du SDIS 70, une pharmacie, des magasins de matériel médical, un laboratoire d'analyses médicales, un centre d'imagerie médicale, de multiples cabinets médicaux libéraux et une clinique vétérinaire.

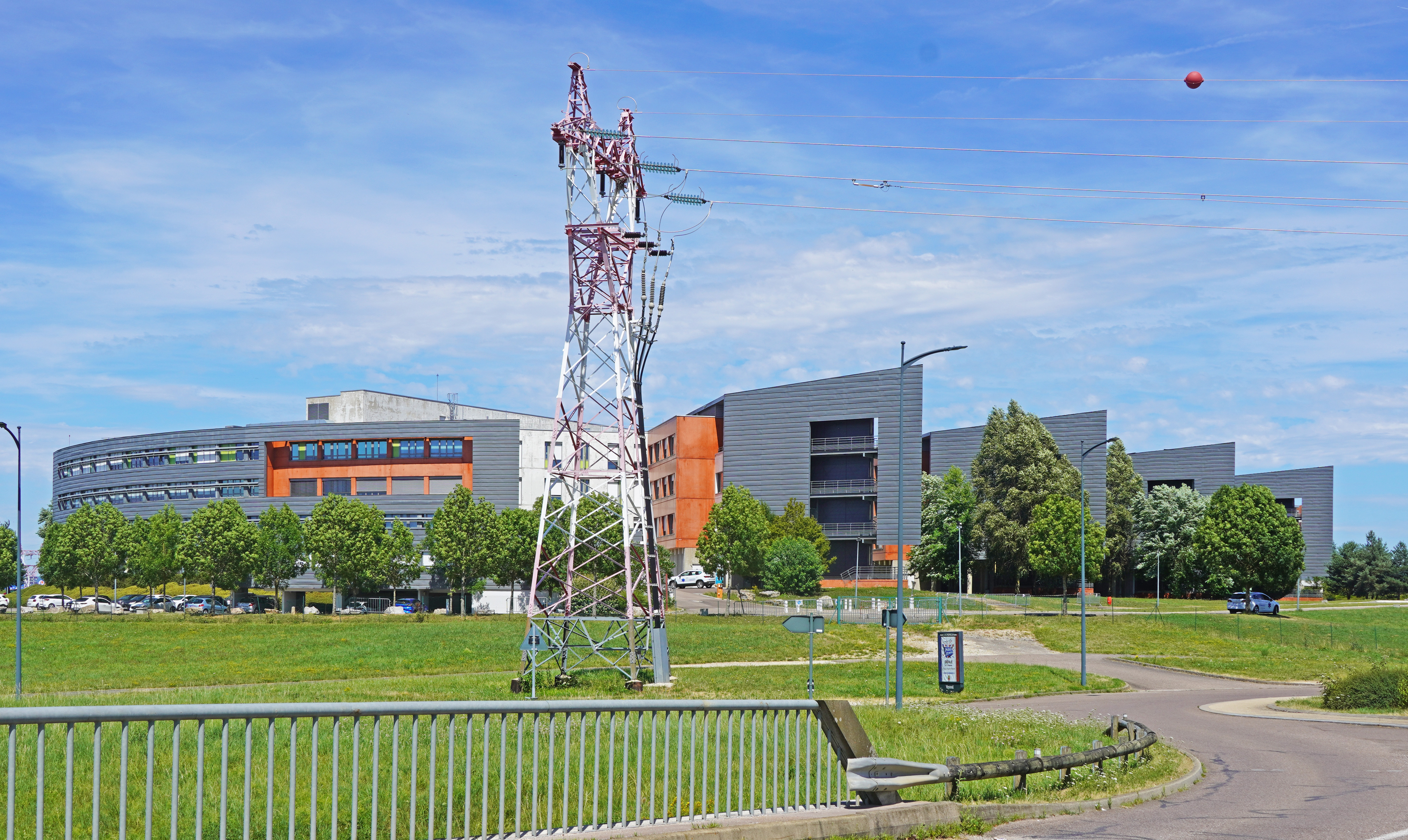
Le centre hospitalier de Vesoul.
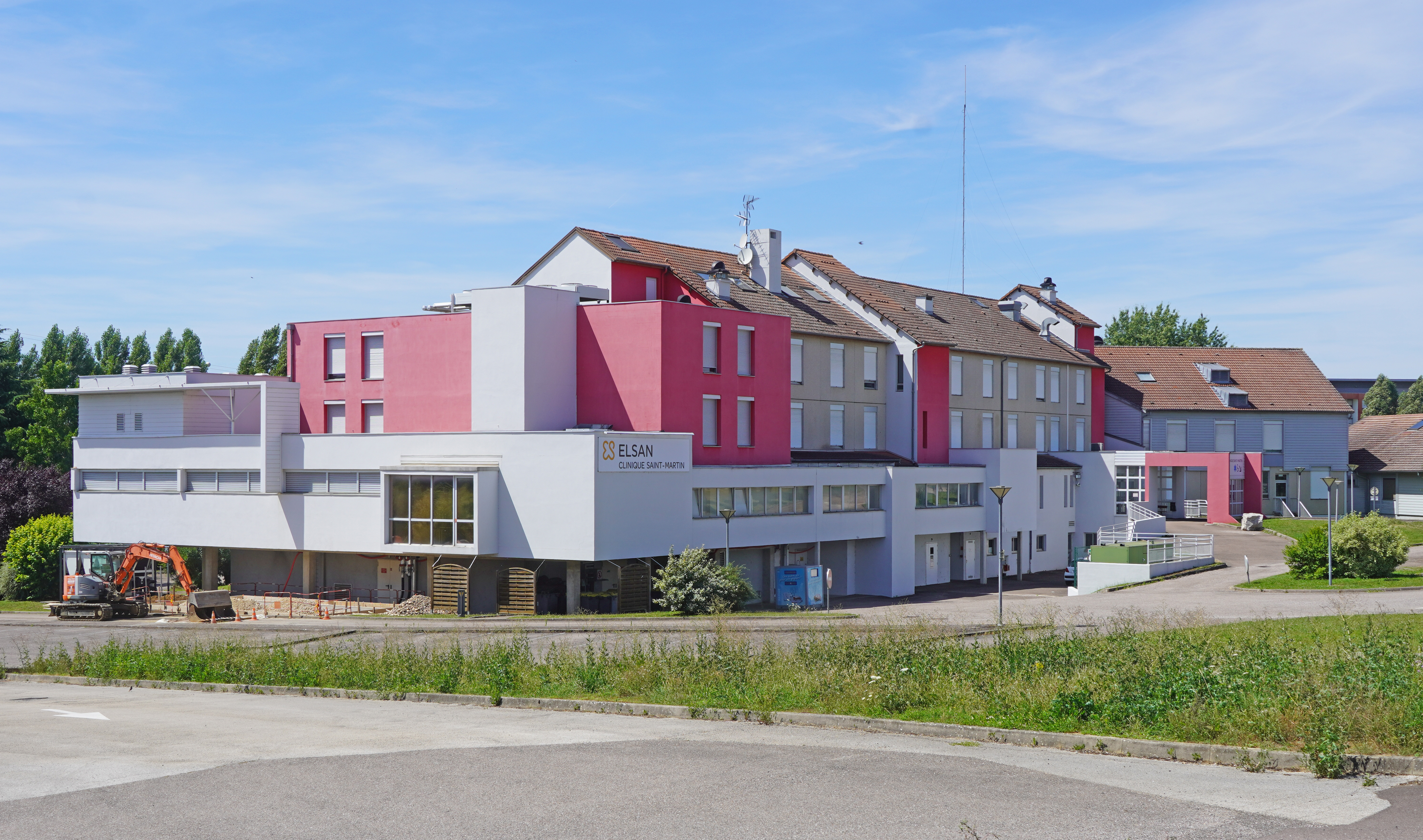
La clinique Saint-Martin.
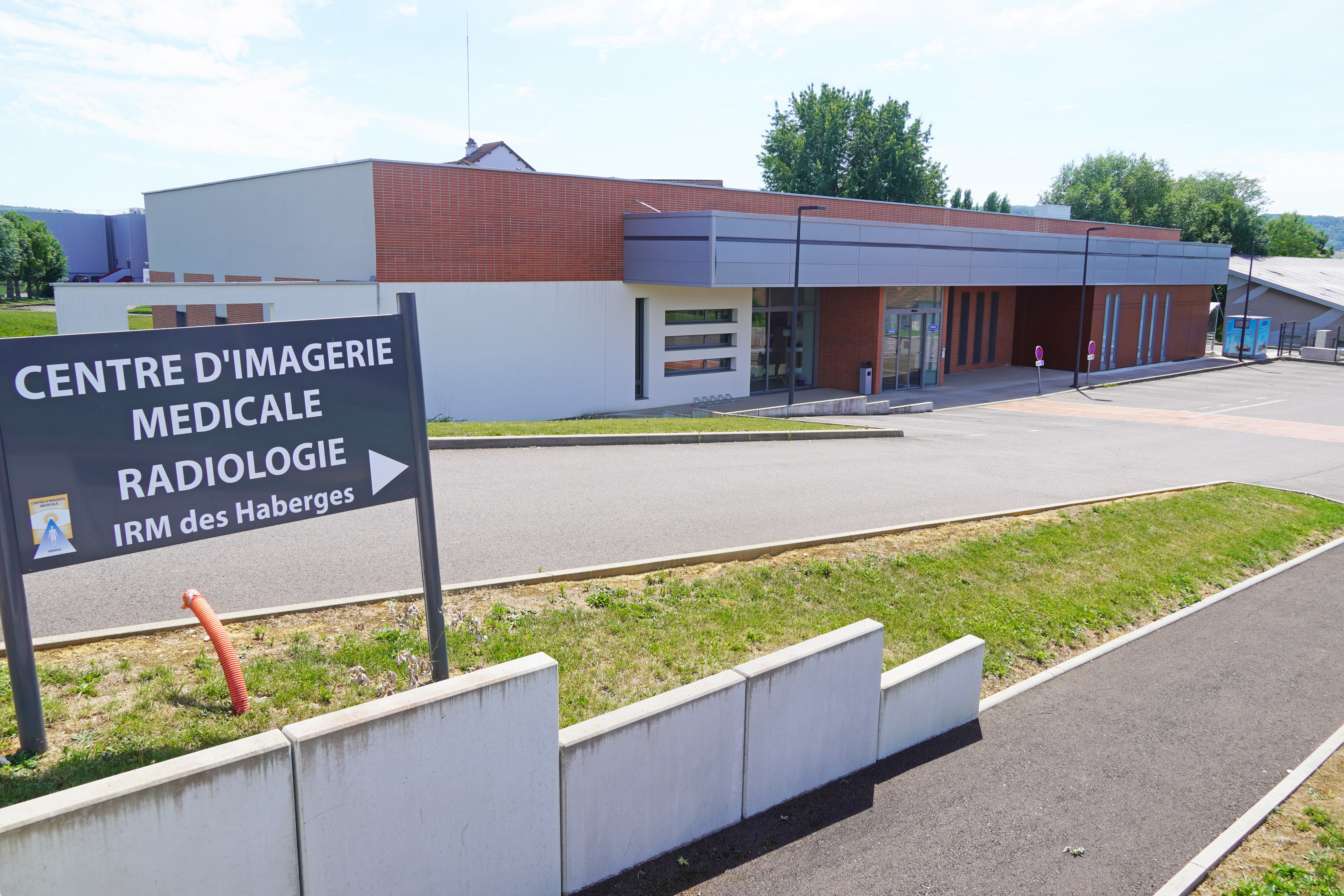
Le centre d'imagerie médicale des Haberges.

### Parc d'activités

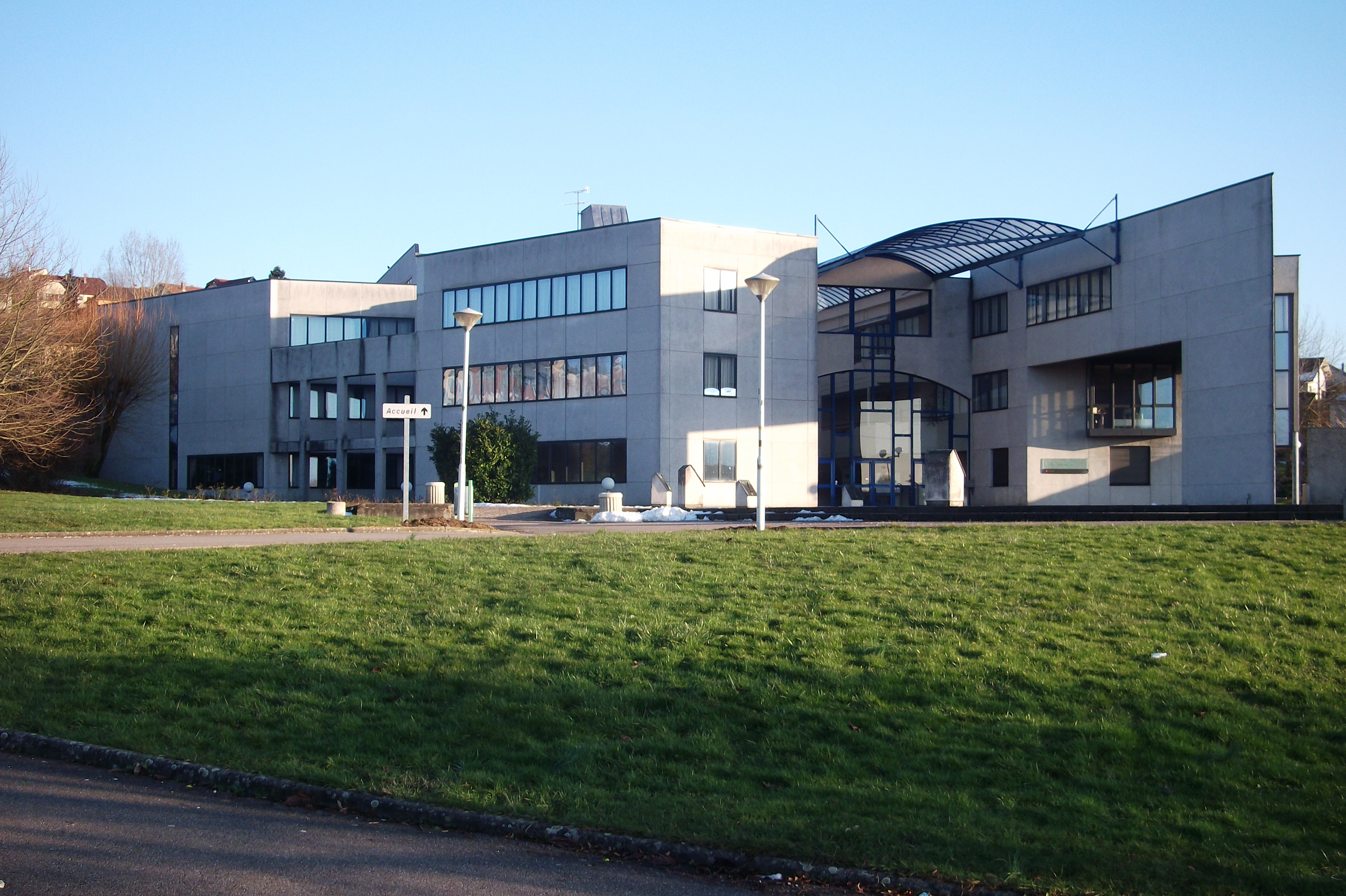
Le lycée Les Haberges.

La principale entreprise de la zone d'activités des Haberges est le multiplexe Majestic - Espace des Lumières. Ouvert depuis le 6 juillet 2005, le Majestic abrite aujourd'hui 1 893 fauteuils répartis dans 10 salles de cinéma ; ces dernières sont toutes équipées de numérisation et d'air climatisé. Totalisant plus de 350 000 entrées par an et géré par le Groupe Majestic Cinemas, il s'agit de l'un des plus grands cinémas de la région,.
Le cinéma est ceinturé par plusieurs restaurants et chaînes d'hôtels, dont la plupart ont ouvert au cours des années 2010. Les Haberges comptent aussi une antenne de France Travail, ainsi qu'un lycée d'enseignement général et technologique public : le lycée les Haberges, rue docteur Jean-George Girard. Totalisant chaque année plus de 800 élèves et étudiants, il propose notamment des formations en brevet de technicien supérieur,. Le lycée est composé d'un complexe sportif, mis en service en 1993, couvrant une surface de 13 000 m2 utilisé par les élèves de l'établissement ainsi que par plusieurs clubs et associations sportives vésuliennes. Il est constitué d'un gymnase multi-sports (futsal, badminton, handball, volley-ball, escalade, musculation), une piste d'athlétisme de 200 mètres dotée d'un revêtement moderne et un mur d'escalade,.

### Zone résidentielle

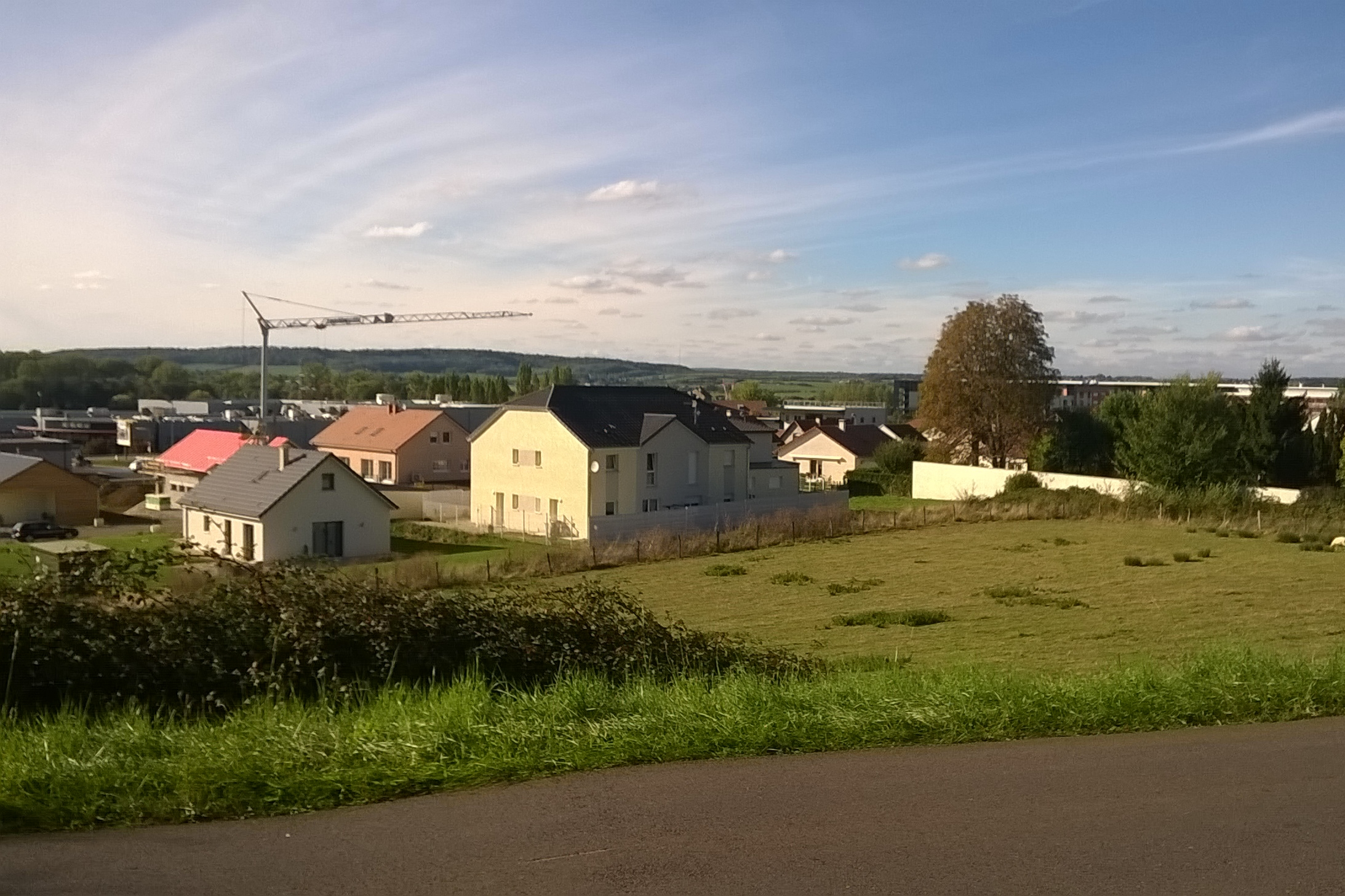
Habitations du quartier

À partir des années 2000, quelques habitations sont sorties de terre dans le quartier, entre la zone d'activités et les premiers flancs de la Motte.